# تيبولت كامبانيني
تيبولت كامبانيني (بالإنجليزية: Thibault Campanini)‏ (من مواليد 27 يوليو 1998) هو لاعب كرة قدم فرنسي محترف يلعب كمدافع لنادي باريس.